# Polly Put the Kettle On

Polly Put the Kettle On est une comptine populaire, en anglais. Elle porte le numéro 7899 dans le Roud Folk Song Index.

## Paroles

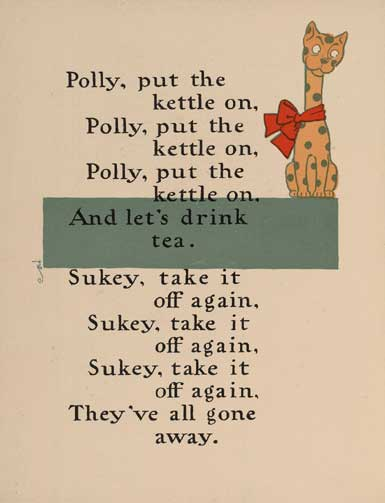
Illustration de William Wallace Denslow's pour Polly Put the Kettle On, dans l'édition de 1901 de Mother Goose.

Les versions modernes donnent :
Polly put the kettle on,

Polly put the kettle on,

Polly put the kettle on,

We'll all have tea.

Sukey take it off again,

Sukey take it off again,

Sukey take it off again,

They've all gone away.

soit :

Polly, mets la bouilloire, (ter)

Nous allons tous prendre le thé.

Sukey, tu peux débarrasser, (ter)

Ils sont tous partis.

## Origines

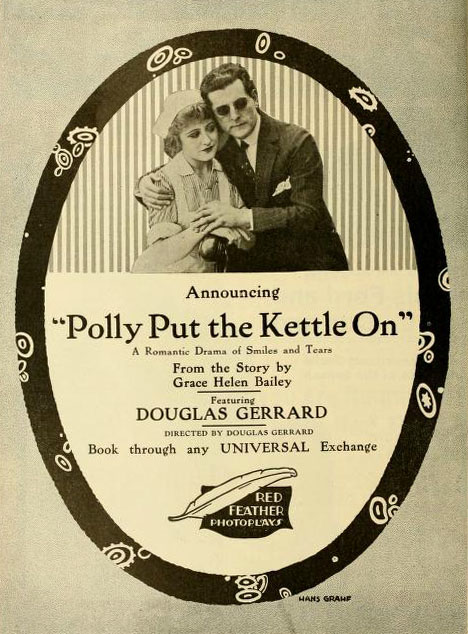
Publicité pour le film de 1916, dont le scénario, écrit par Grace Helen Bailey, est inspiré de la chanson.

Une chanson ayant pour titre Molly, mets la bouilloire ou Jenny's Baubie a été publiée par Joseph Dale à Londres en 1803. Elle a également été imprimée, avec Polly au lieu de Molly, à Dublin vers 1790-1810 et à New York autour de 1803-1807. La comptine est mentionnée dans Barnaby Rudge de Charles Dickens (1841), qui est la première publication des paroles sous leur forme actuelle.
Dans les familles de la classe moyenne du milieu du XVIIIe siècle, Sukey équivaut à Susan et Polly était une forme familière de Mary.
La mélodie associée à cette comptine, Jenny's Baubie, est attestée dès les années 1770. La mélodie rappelle vaguement celle de Oh du lieber Augustin,  publié à Mayence en 1788-1789.